# موسى عنتر
موسى عنتر (بالتركية: Musa Anter)‏ (ت. 1412 هـ / 1992م)، أديب وصحفي وسياسي، من أكراد تركية.
ناضل طوال حياته من أجل حقوق الأكراد. من مؤلفاته المترجمة إلى العربية: «الجرح الأسود»، ترجمة غياث خزنوي، أنديرا يوسف - القامشلي، سورية: المترجم، 1410 هـ، 83 ص.